# Намыв

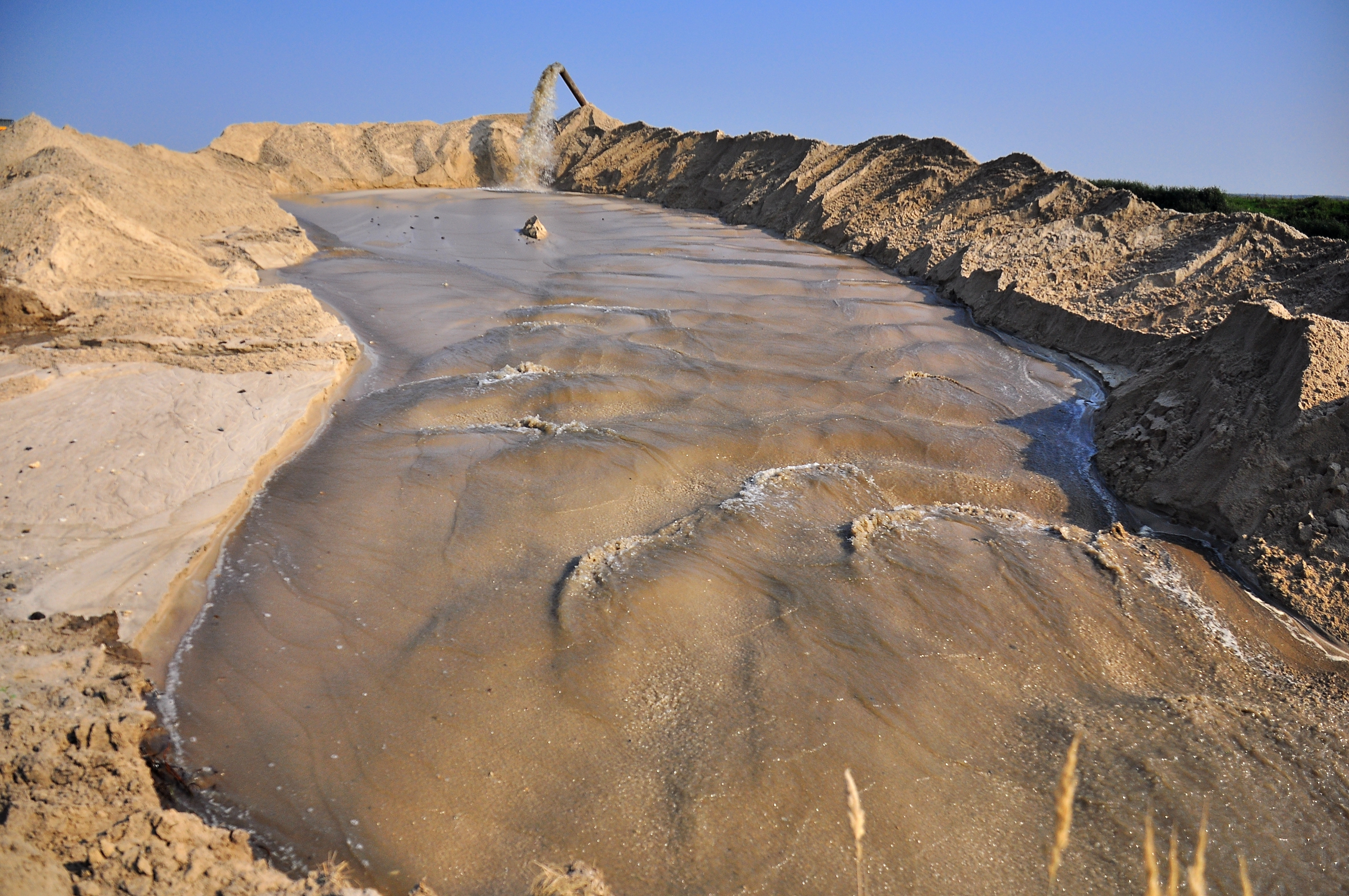
Намыв песка (Волгоградская область)

Намыв — механизированный процесс гидравлической укладки с заданной плотностью грунтовых или горных пород в земляные сооружения.
В ходе намыва грунтовая основа (пульпа) будущего земляного сооружения доставляется к месту строительства в виде гидросмеси, которая распределяется гидромеханизационным оборудованием: землесосными установками, гидромониторами, плавучими земснарядами, рефулерами и т. п. Создаваемые таким образом из горных пород и грунтов плотинные сооружения подразделяются на намывные, полунамывные и каменно-набросные с замывом полостей песком.
По сравнению с сухими способами использование намыва даёт ряд преимуществ. Среди таковых выделяются достижение высокой плотности грунта в возводимом сооружении без дополнительного уплотнения, возможность выполнения большого объёма работ за относительно короткий срок и др.